# Bothria subalpina
Bothria subalpina är en tvåvingeart som först beskrevs av Villeneuve 1910.  Bothria subalpina ingår i släktet Bothria och familjen parasitflugor. Arten är reproducerande i Sverige. Inga underarter finns listade i Catalogue of Life.